# Ota III. Dolnobavorský
Ota III. Dolnobavorský (11. února 1261, Burghausen – 9. září 1312, Landshut) byl dolnobavorský vévoda a uherský král z rodu Wittelsbachů.

## Život
Ota III. Dolnobavorský se narodil z manželství dolnobavorského vévody Jindřicha XIII. a Alžběty Uherské, dcery uherského krále Bély IV. a byzantské princezny Marie Laskariny. Roku 1276 došlo k dohodě mezi Otovým otcem Jindřichem a římskoněmeckým králem Rudolfem Habsburským, podle které se Ota měl oženit s Rudolfovou dcerou Kateřinou a jako věno dostat 40 000 marek. Za tuto sumu Jindřich jako zástavu požadoval zemi nad Enží. De facto byla tato dohoda důsledkem snahy Rudolfa Habsburského o získání spojenců proti českému králi Přemyslovi Otakarovi II. Svatba proběhla v lednu 1279 ve Vídni. O rok později se mladým manželům narodila dvojčata. Oba chlapci ještě téhož roku však zemřeli a Kateřina je následovala do hrobu v roce 1282. Wittelsbachové proto její věno museli Habsburkům navrátit.
V roce 1290 se Ota po smrti svého otce chopil vlády nad Dolnobavorským vévodstvím. Samostatně zde vládl však pouze do roku 1294, kdy se jeho mladší bratři Ludvík III. a Štěpán I. Dolnobavorský stali jeho spoluvládci. Ludvík III. ale již v roce 1296 zemřel. Na počátku své vlády Ota napomáhal svému bratrovi Štěpánovi získat místo salcburského arcibiskupa. Papež Mikuláš IV. Štěpána však v této funkci odmítl potvrdit. Salcburským arcibiskupem Mikuláš zároveň jmenoval lavantského biskupa Konráda IV. z Fohnsdorfu. Blížící se válka byla odvrácena až mírovou dohodou mezi oběma stranami z 14. října 1291. Štěpán byl donucen se funkce salcburského arcibiskupa vzdát. Na přelomu let 1291 a 1292 Ota spolu s Konrádem Salcburským podpořil štýrské šlechtice, kteří se vzbouřili proti nadvládě Albrechta Habsburského. Odboj štýrských šlechticů Albrecht však brzy potlačil. Roku 1292 Ota podpořil úhlavního soka Habsburků Adolfa Nasavského v jeho kandidatuře na římský trůn. V reakci na žádost salcburského arcibiskupa Ota v roce 1296 proti Habsburkům podnikl další tažení do Štýrska. V roce 1298 se na straně Adolfa Nasavského proti Albrechtovi Habsburskému zúčastnil bitvy u Göllheimu. Adolf Nasavský byl v této bitvě však poražen a dokonce v ní padl. Ota v bitvě utrpěl zranění. Následně byl donucen Albrechta uznat římským králem, což vedlo k usmíření Wittelsbachů a Habsburků na říšském sněmu v Ulmu roku 1300. V létě 1301 Ota válčil proti mohučskému arcibiskupovi Gerhardovi II. V letech 1302 a 1304 se zapojil do habsburské kampaně proti českému králi Václavovi II. Na přelomu let 1304 a 1305 však Ota Habsburky zradil a přestoupil na českou stranu. Václav II. Otu na oplátku jmenoval českým generalissimem.

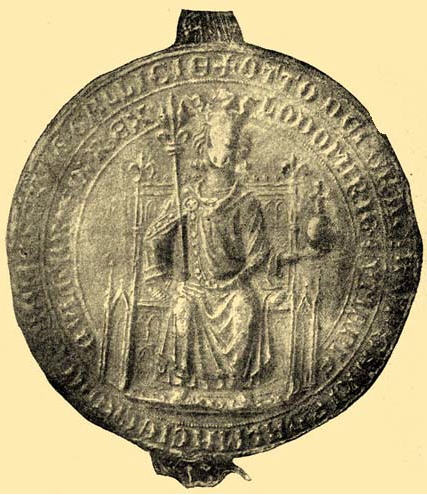
Pečeť Oty III. Dolnobavorského

Po smrti uherského krále Ondřeje III. uherští magnáti Otovi nabídli uherskou korunu. Učinili tak především z důvodu, že v Otovi po matce kolovala arpádovská krev. Ota tuto nabídku však kvůli velmi komplikované situaci v Uhrách odmítl. Uherským králem tak byl nakonec zvolen Václav III. z dynastie Přemyslovců, který si však nedokázal udržet podporu předních uherských magnátů a v roce 1304 se vrátil zpět do Čech. Uherské koruny se Václav III. sice nevzdal, ale v Uhrách fakticky nevládl. Po smrti svého otce Václava II. Václav III. nastoupil také na český a polský trůn. Dne 9. října 1305 Václav na uherskou korunu proto rezignoval a práva k uherskému trůnu i s uherskými korunovačními klenoty předal právě Otovi III., čímž získal cenného spojence.
Ota se do Uher vydal v přestrojení za obchodníka a dne 5. prosince 1305 byl ve Stoličném Bělehradě korunován na uherského krále Bélu V. Ačkoli jeho vláda z počátku působila nadějně, nedokázal si udržet přízeň předních uherských velmožů. Jižní část Uherského království navíc ovládal Karel I. Robert z Anjou, který se chtěl rovněž zmocnit uherského trůnu. Otovu vládu definitivně ukončila zrada bavorských šlechticů, kteří Otu do Uher doprovázeli. Otu následně zajal sedmihradský vévoda Ladislav Kán, do jehož rukou se zároveň dostaly uherské korunovační klenoty. Po mnoha dalších dobrodružstvích se Ota v únoru 1308 vrátil z Uher zpět do Bavorska a až do konce svého života používal titul uherského krále.
Po svém návratu z Uherska Ota pokračoval ve válce proti rakouskému vévodovi a synovi zesnulého Albrechta Habsburského Fridrichovi I. Sličnému. Spolu se svým bratrem Štěpánem Ota pomáhal Jindřichovi Korutanskému získat českou korunu, o kterou usilovali i Habsburkové. Konflikt mezi Wittelsbachy a Habsburky ukončil až takzvaný salcburský mír (2. února 1311), podle kterého mělo zůstat hlavní jablko sváru – města Schärding, Wernstein a Neuburg v Habsburkových rukou. Na jaře 1311 se Ota zúčastnil velkého mírového shromáždění v Pasově. V květnu 1309 se znovu oženil s Anežkou Hlohovskou. Mladá žena porodila Otovi dvě děti a přežila jej téměř o 50 let († 1361). Dne 9. září 1312 Ota v Landshutu zemřel. Byl pohřben v klášteře Seligenthalu.
Za Otovy vlády se Dolnobavorské vévodství potýkalo s velmi obtížnou finanční situací, kterou Ota musel řešit radikálními úspornými opatřeními.

## Potomci
1. manželství ∞ 1279 Kateřina Habsburská (1282) (1256–1282)
- Rudolf (*/† 1280)
- Jindřich (*/† 1280)

2. manželství ∞ 1309 Anežka Hlohovská (1293/96–1361)
- Anežka (1310–1360) ortenburšská hraběnka ∞ Jindřich IV. z Ortenburgu
- Jindřich XV. Dolnobavorský (1312–1333) dolnobavorský vévoda

## Vývod z předků
|                        |                              |  |                   |                             |  |  |  |  |  |  |  | Ota I. Bavorský |
|                        |                              |  |                   |                             |  |  |  |  |  |  |  |                 |
|                        | Ludvík I. Bavorský           |  |                   |                             |  |  |  |  |  |  |  |                 |
|                        |                              |  |                   |                             |  |  |  |  |  |  |  |                 |
|                        |                              |  |                   | Agnes z Loonu               |  |  |  |  |  |  |  |                 |
|                        |                              |  |                   |                             |  |  |  |  |  |  |  |                 |
|                        | Ota II. Bavorský             |  |                   |                             |  |  |  |  |  |  |  |                 |
|                        |                              |  |                   |                             |  |  |  |  |  |  |  |                 |
|                        |                              |  |                   | Bedřich                     |  |  |  |  |  |  |  |                 |
|                        |                              |  |                   |                             |  |  |  |  |  |  |  |                 |
|                        | Ludmila Přemyslovna          |  |                   |                             |  |  |  |  |  |  |  |                 |
|                        |                              |  |                   |                             |  |  |  |  |  |  |  |                 |
|                        |                              |  |                   | Alžběta Uherská             |  |  |  |  |  |  |  |                 |
|                        |                              |  |                   |                             |  |  |  |  |  |  |  |                 |
|                        | Jindřich XIII. Dolnobavorský |  |                   |                             |  |  |  |  |  |  |  |                 |
|                        |                              |  |                   |                             |  |  |  |  |  |  |  |                 |
|                        |                              |  |                   | Jindřich Lev                |  |  |  |  |  |  |  |                 |
|                        |                              |  |                   |                             |  |  |  |  |  |  |  |                 |
|                        | Jindřich V. Brunšvický       |  |                   |                             |  |  |  |  |  |  |  |                 |
|                        |                              |  |                   |                             |  |  |  |  |  |  |  |                 |
|                        |                              |  |                   | Matylda Anglická            |  |  |  |  |  |  |  |                 |
|                        |                              |  |                   |                             |  |  |  |  |  |  |  |                 |
|                        | Anežka Brunšvická            |  |                   |                             |  |  |  |  |  |  |  |                 |
|                        |                              |  |                   |                             |  |  |  |  |  |  |  |                 |
|                        |                              |  |                   | Konrád Štaufský             |  |  |  |  |  |  |  |                 |
|                        |                              |  |                   |                             |  |  |  |  |  |  |  |                 |
|                        | Anežka Štaufská              |  |                   |                             |  |  |  |  |  |  |  |                 |
|                        |                              |  |                   |                             |  |  |  |  |  |  |  |                 |
|                        |                              |  |                   | Irmgarda z Hennebergu       |  |  |  |  |  |  |  |                 |
|                        |                              |  |                   |                             |  |  |  |  |  |  |  |                 |
| Ota III. Dolnobavorský |                              |  |                   |                             |  |  |  |  |  |  |  |                 |
|                        |                              |  |                   |                             |  |  |  |  |  |  |  |                 |
|                        |                              |  | Béla III. Uherský |                             |  |  |  |  |  |  |  |                 |
|                        |                              |  |                   |                             |  |  |  |  |  |  |  |                 |
|                        | Ondřej II. Uherský           |  |                   |                             |  |  |  |  |  |  |  |                 |
|                        |                              |  |                   |                             |  |  |  |  |  |  |  |                 |
|                        |                              |  |                   | Anežka ze Châtillonu        |  |  |  |  |  |  |  |                 |
|                        |                              |  |                   |                             |  |  |  |  |  |  |  |                 |
|                        | Béla IV. Uherský             |  |                   |                             |  |  |  |  |  |  |  |                 |
|                        |                              |  |                   |                             |  |  |  |  |  |  |  |                 |
|                        |                              |  |                   | Bertold IV. z Andechsu      |  |  |  |  |  |  |  |                 |
|                        |                              |  |                   |                             |  |  |  |  |  |  |  |                 |
|                        | Gertruda Meranská            |  |                   |                             |  |  |  |  |  |  |  |                 |
|                        |                              |  |                   |                             |  |  |  |  |  |  |  |                 |
|                        |                              |  |                   | Anežka z Rochlitz           |  |  |  |  |  |  |  |                 |
|                        |                              |  |                   |                             |  |  |  |  |  |  |  |                 |
|                        | Alžběta Uherská              |  |                   |                             |  |  |  |  |  |  |  |                 |
|                        |                              |  |                   |                             |  |  |  |  |  |  |  |                 |
|                        |                              |  |                   | Manuel Laskaris             |  |  |  |  |  |  |  |                 |
|                        |                              |  |                   |                             |  |  |  |  |  |  |  |                 |
|                        | Theodoros I. Laskaris        |  |                   |                             |  |  |  |  |  |  |  |                 |
|                        |                              |  |                   |                             |  |  |  |  |  |  |  |                 |
|                        |                              |  |                   | Johana Karatzaina           |  |  |  |  |  |  |  |                 |
|                        |                              |  |                   |                             |  |  |  |  |  |  |  |                 |
|                        | Marie Laskarina              |  |                   |                             |  |  |  |  |  |  |  |                 |
|                        |                              |  |                   |                             |  |  |  |  |  |  |  |                 |
|                        |                              |  |                   | Alexios III. Angelos        |  |  |  |  |  |  |  |                 |
|                        |                              |  |                   |                             |  |  |  |  |  |  |  |                 |
|                        | Anna Komnena Angelina        |  |                   |                             |  |  |  |  |  |  |  |                 |
|                        |                              |  |                   |                             |  |  |  |  |  |  |  |                 |
|                        |                              |  |                   | Eufrozyna Doukaina Kamatera |  |  |  |  |  |  |  |                 |
|                        |                              |  |                   |                             |  |  |  |  |  |  |  |                 |